# Larrabezúa
Larrabezúa (oficialmente en euskera: Larrabetzu) es una villa y municipio de la provincia de Vizcaya, España, situado en el Valle de Asúa en la comarca del Gran Bilbao. Tiene una población de 2047 habitantes (INE 2024).

## Toponimia
Según Koldo Mitxelena en su libro Apellidos Vascos Larrabezúa tendría el significado etimológico de la abundante parte inferior de pastizal  Archivado el 5 de marzo de 2016 en Wayback Machine.. El nombre se podría descomponer en las siguientes palabras vascas larra (pastizal), be(he) (parte inferior), -tzu (sufijo que indica abundancia) y -a (artículo).

## Historia
El nacimiento de Larrabezúa está fechado en Olmedo en 1376. Fue fundada por privilegio del infante Don Juan, Señor de Vizcaya. La Villa se formó en el centro de la jurisdicción de la anteiglesia de Larrabezúa, de la que, posteriormente, adoptó el nombre. En su término se asentaron algunas importantes casas armeras como las de Adán de Yarza, Sarria, Zugasti y las torres de Basaraz y Goicolechea.
El Gobierno de la localidad estaba formado por un alcalde, un síndico y un regidor. Asumían los privilegios de asiento y voto en 18 de las Juntas Generales de Guernica.
La Villa poseía dos parroquias. La primera, la de San Emeterio y San Celedonio, una de las más antiguas de Vizcaya, fue fundada en el siglo IX por los labradores censuarios del Señorío y era una de las iglesias juraderas del Señorío. La otra parroquia dedicada a Santa María de la Asunción fue construida en el siglo XV.
En el alto de Arechabalaga, se levanta el árbol del mismo nombre, lugar donde los vizcaínos recibían y saludaban al nuevo Señor, cuando este acudía a tomar posesión de su cargo y jurar los fueros. Posteriormente, el Señor bajaba a Larrabezúa donde hacía su juramento en la Iglesia de San Emeterio y San Celedonio (antes lo había realizado en Bilbao) y a continuación lo haría bajo el Árbol de Guernica.
En el año 1704 Larrabezúa contaba con noventa hogueras, según se desprende de un fogueramiento efectuado en todo Vizcaya en el citado año.
El trazado urbano primitivo se limitaba a la actual calle Santa María y en el siglo XVI se unieron pequeños arrabales y casas de la parte este de la población. En 1830 un incendio destruyó prácticamente la totalidad de la Villa y su reconstrucción se realizó mediante patrones de estilo neoclásico.

## Demografía
Larrabezúa cuenta con una población de 2047 habitantes (INE 2024).
| Gráfica de evolución demográfica de Larrabezúa entre 1842 y 2021 |
| |
| Población de derecho según los censos de población del INE Población de hecho según los censos de población del INEEn estos censos se denominaba Larrabezúa: 1842, 1857, 1860, 1877, 1887, 1897, 1900, 1910, 1920, 1930, 1940, 1950, 1960, 1970 y 1981 |

## Patrimonio
En 1994, la Consejería de cultura del Gobierno Vasco declaró el casco histórico de Larrabezúa como bien cultural, otorgándole la categoría de ‘Conjunto Monumental’. A pesar de que existe muy poca documentación al respecto, todo parece indicar que el trazado urbano primitivo se limitaba a la actual calle Santa María. Ya en el siglo XVI se unieron pequeños arrabales y casas de la parte este de la población. En 1830 un incendio destruyó prácticamente la totalidad de la Villa y su reconstrucción se realizó mediante patrones de estilo neoclásico. Tan solo se distingue una cierta parcelación gótica en algunas casas y huertas, de solares alargados y estrechos. El casco histórico de Larrabetzu abarca el perímetro comprendido por la calle Elizoste, la parte trasera de la iglesia de Santa María y la parte posterior de la manzana de casas de la calle Andra Mari. En total, el primitivo recinto comprende las dos manzanas de casas en torno a la calle Santa María.
- Iglesia de San Emeterio y San Celedonio. En el Barrio Goicolechea, es de estilo gótico y consta de una nave con tres bóvedas. Posee uno de los retablos hispano-flamencos más notables de Vizcaya, solo superado por el de Santa María de Lequeitio.
- Iglesia de Santa María de la Asunción. Reedificada a partir de las ruinas de una antigua parroquia del siglo XV, el nuevo templo se comenzó a construir en 1777.
- Palacio Anguleri. Cercano a la plaza del pueblo, posee interés artístico y etnográfico por su estilo y decoración. Destaca por su heterogeneidad tanto en los materiales como en su estructura arquitectónica ya que e mezclan influencias del caserío y del palacio, tanto en la planta como en el alzado. El resultado es un típico caserío al que parece haberse añadido una fachada señorial, con pinturas, sillería y patín. Los frescos de la fachada datan de 1777, aunque la primera mención de la existencia de este edificio es algo anterior, de 1629.
- Palacio de Ikaza. Junto con el Ayuntamiento y demás edificios que definen la plaza, forman un bello conjunto arquitectónico. Construido en el siglo XV, la fachada del palacio tiene forma cúbica y tres plantas de altura. Destaca la última por sus pinturas con temas de caza y sus dos escudos de armas. Además, el edificio dispone de una balconada corrida de una buena ferrería.
- Palacio de Oloste. En el Barrio Goicola. Posee cabezas realizadas con labra del siglo XV.

## Administración y política
| Partido político                                              | 2015  | 2015       | 2011  | 2011       | 2007  | 2007       | 2003        | 2003        | 1999  | 1999       | 1995    | 1995       |
| Partido político                                              | %     | Concejales | %     | Concejales | %     | Concejales | %           | Concejales  | %     | Concejales | %       | Concejales |
| Euskal Herria Bildu (EH Bildu)-Bildu                          | 54,82 | 6          | 57,73 | 6          | —     | —          | —           | —           | —     | —          | —       | —          |
| Euzko Alderdi Jeltzalea-Partido Nacionalista Vasco (EAJ-PNV)  | 40,86 | 5          | 38,46 | 3          | 41,75 | 4          | 85,96       | 9           | 51,69 | 5          | 60,06   | 6          |
| Partido Socialista de Euskadi-Euskadiko Ezkerra (PSE-EE PSOE) | 1,25  | 0          | 0,89  | 0          | 0,93  | 0          | 2,54        | 0           | 1,69  | 0          | —       | —          |
| Partido Popular del País Vasco (PP)                           | 0,33  | 0          | 1,05  | 0          | 1,18  | 0          | 2,94        | 0           | 3,48  | 0          | 3,03    | 0          |
| Eusko Abertzale Ekintza-Acción Nacionalista Vasca (EAE-ANV)   | —     | —          | —     | —          | 38,97 | 4          | —           | —           | —     | —          | —       | —          |
| Ezker Batua-Berdeak (EB-B)-Aralar                             | —     | —          | —     | —          | 16,91 | 1          | —           | —           | —     | —          | —       | —          |
| Eusko Alkartasuna (EA)                                        | —     | —          | —     | —          | —     | —          | 5,74        | 0           | 2,26  | 0          | Con PNV | Con PNV    |
| Euskal Herritarrok (EH)-Herri Batasuna (HB)                   | —     | —          | —     | —          | —     | —          | Ilegalizado | Ilegalizado | 39,17 | 4          | 35,47   | 3          |